# Achlum
Achlum är en ort i Mexiko.   Den ligger i kommunen Tenejapa och delstaten Chiapas, i den sydöstra delen av landet, 800 km öster om huvudstaden Mexico City. Achlum ligger 2 407 meter över havet och antalet invånare är 466.
Terrängen runt Achlum är huvudsakligen kuperad. Achlum ligger uppe på en höjd. Runt Achlum är det ganska tätbefolkat, med 67 invånare per kvadratkilometer. I omgivningarna runt Achlum växer i huvudsak städsegrön lövskog.